# مالكوم موير
مالكوم موير (بالإنجليزية: Malcolm Muir)‏ هو ضابط وقاضي ومحامي أمريكي، ولد في 20 أكتوبر 1914 في إنغلوود في الولايات المتحدة، وتوفي في 22 يوليو 2011 في ويليامسبورت في الولايات المتحدة.